# Rana culaiensis
Rana culaiensis es una especie de anfibio anuro de la familia Ranidae.

## Distribución geográfica
Esta especie es endémica de la provincia de Shandong en la República Popular de China. Se encuentra cerca de Tai'an, a unos 900 m s. n. m.

## Etimología
El nombre de la especie está compuesto de culai y del sufijo latino -ensis que significa "que vive, que habita", y le fue dado en referencia al lugar de su descubrimiento, el Monte Culai en la comuna de Tai'an.

## Publicación original
- Li, Lu & Li, 2008 : A new species of brown frog from Bohai, China. Asiatic Herpetological Research, vol. 11, p. 62-70[3]